# 萨希瓦尔燃煤电站
萨希瓦尔燃煤电站，是位于巴基斯坦旁遮普省的一个火力发电设施。由中国华能集团和山东如意（巴基斯坦）能源建设运营。装机容量为1320兆瓦。于2017年7月3日全面投产。

## 历史沿革
2014年3月，为帮助缓解巴基斯坦的能源短缺，旁遮普省政府决定建设两座660兆瓦的发电厂，并开始对外投标。2014年5月，萨希瓦尔燃煤电厂项目由中国企业得标。2015年4月，萨希瓦尔燃煤电厂项目被列入中巴经济走廊规划中。
萨希瓦尔燃煤电厂是由中国华能集团和山东如意集团组成的联合财团建造的，华能集团将拥有51%的股份，山东如意将持有49%的股份。巴基斯坦政府将以8.3601美分/千瓦时的电价从萨希瓦尔燃煤电厂购买电力。该项目建立在BOT模式基础上，其中工厂的所有权将在运营30年后转让给旁遮普省政府。

## 场地设备
萨希瓦尔燃煤电厂位于巴基斯坦旁遮普省萨希瓦尔和奥卡拉坎顿之间，萨希瓦尔燃煤电厂位于连接这两个城镇的道路的北部。该发电厂是巴基斯坦第一座超临界燃煤电站，第一期工程由两座660兆瓦发电机组组成，总发电量为1320兆瓦。未来的第二期工程将包括两个1000兆瓦的发电机组。
该项目占地690公顷，土地由旁遮普政府免费提供。该项目包括建造一条从优素福瓦拉村（Yusuf Wala）到该厂厂址的铁路专用线。
每个发电机组由一座锅炉、汽轮机和发电机组成，由次烟煤提供燃料，电厂所需燃料将在一个铁路专用车站卸载。这些电厂总发电量达1320兆瓦，总效率为42.11％，使用温度高达580摄氏度的超临界蒸汽发生器。
萨希瓦尔燃煤电厂设置空气质量监测系统、烟气脱硫系统和静电除尘设备，以便减少来自该工厂的灰尘和硫排放。该燃煤电厂需要60000立方米的水来运转，水是从巴里多布河下游抽取的。该工厂所需的水泥、沙子、木材等建筑材料在巴基斯坦本国采购。